# Okres Brno-venkov
Okres Brno-venkov je okres v Jihomoravském kraji. Žije zde přibližně 234 tisíc obyvatel. Dřívějším sídlem okresního úřadu bylo město Brno, které však do tohoto okresu nikdy nespadalo, protože vytváří samostatný okres Brno-město. Území okresu Brno-venkov o rozloze 1499 km² se člení do sedmi správních obvodů obcí s rozšířenou působností: Ivančice, Kuřim, Pohořelice, Rosice, Šlapanice, Tišnov, Židlochovice.
Z okresů Jihomoravského kraje sousedí okres Brno-venkov s okresem Brno-město, jejž obklopuje (přesto okres Brno-město v jediném bodě sousedí i s okresem Blansko), na severu s okresem Blansko, na východě s okresem Vyškov, na jihovýchodě s okresem Břeclav a na jihozápadě s okresem Znojmo. Dále pak na západě a severozápadě sousedí s okresy Třebíč a Žďár nad Sázavou Kraje Vysočina.
Okres Brno-venkov je funkčně velmi úzce propojen s okresem Brno-město. Pro účely krizového opatření v době pandemie covidu-19 platného od 1. března 2021 proto byly oba okresy dočasně brány jako jeden celek.

## Historie

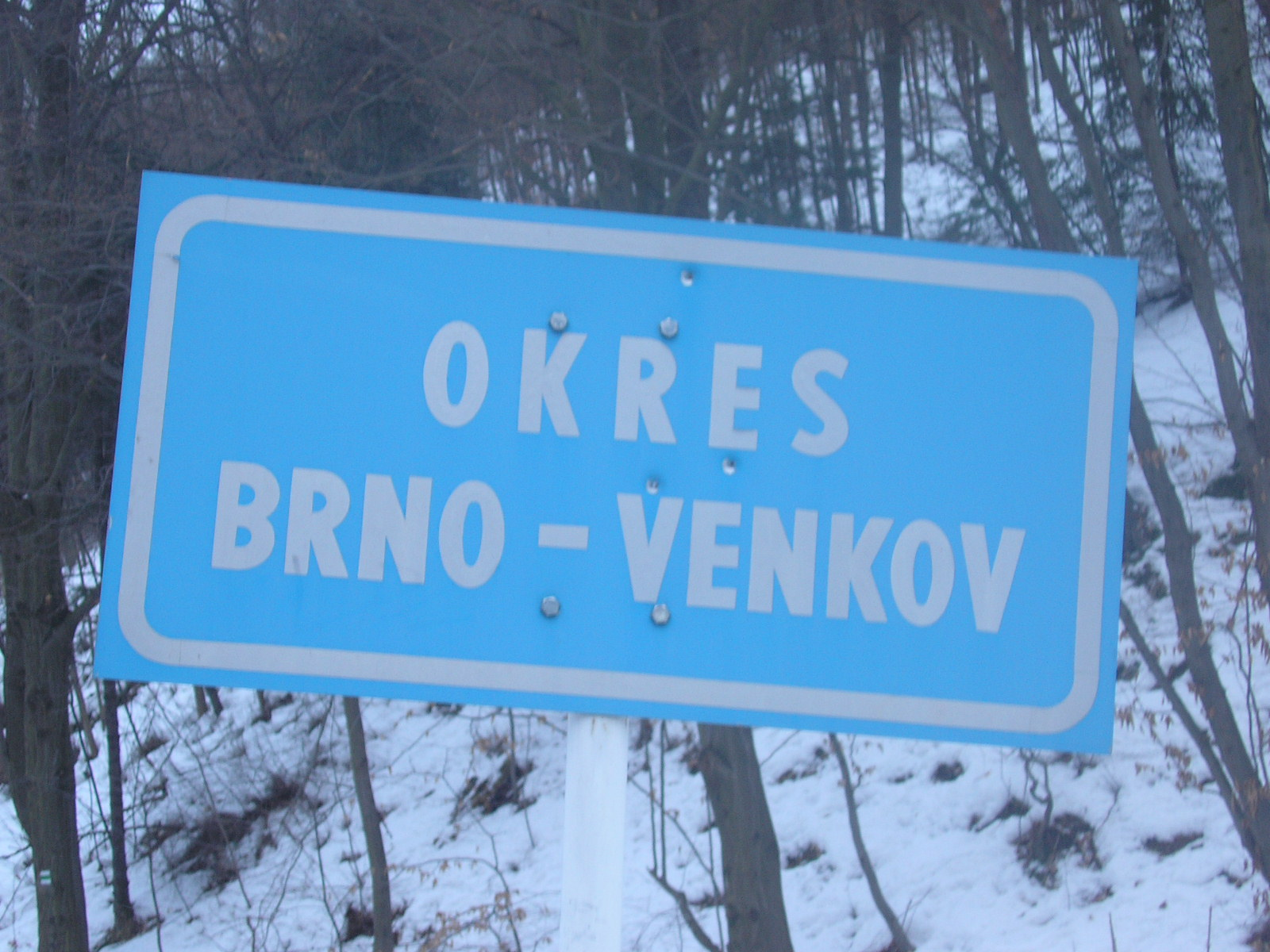
Dopravní značka na hranici okresu Brno-venkov

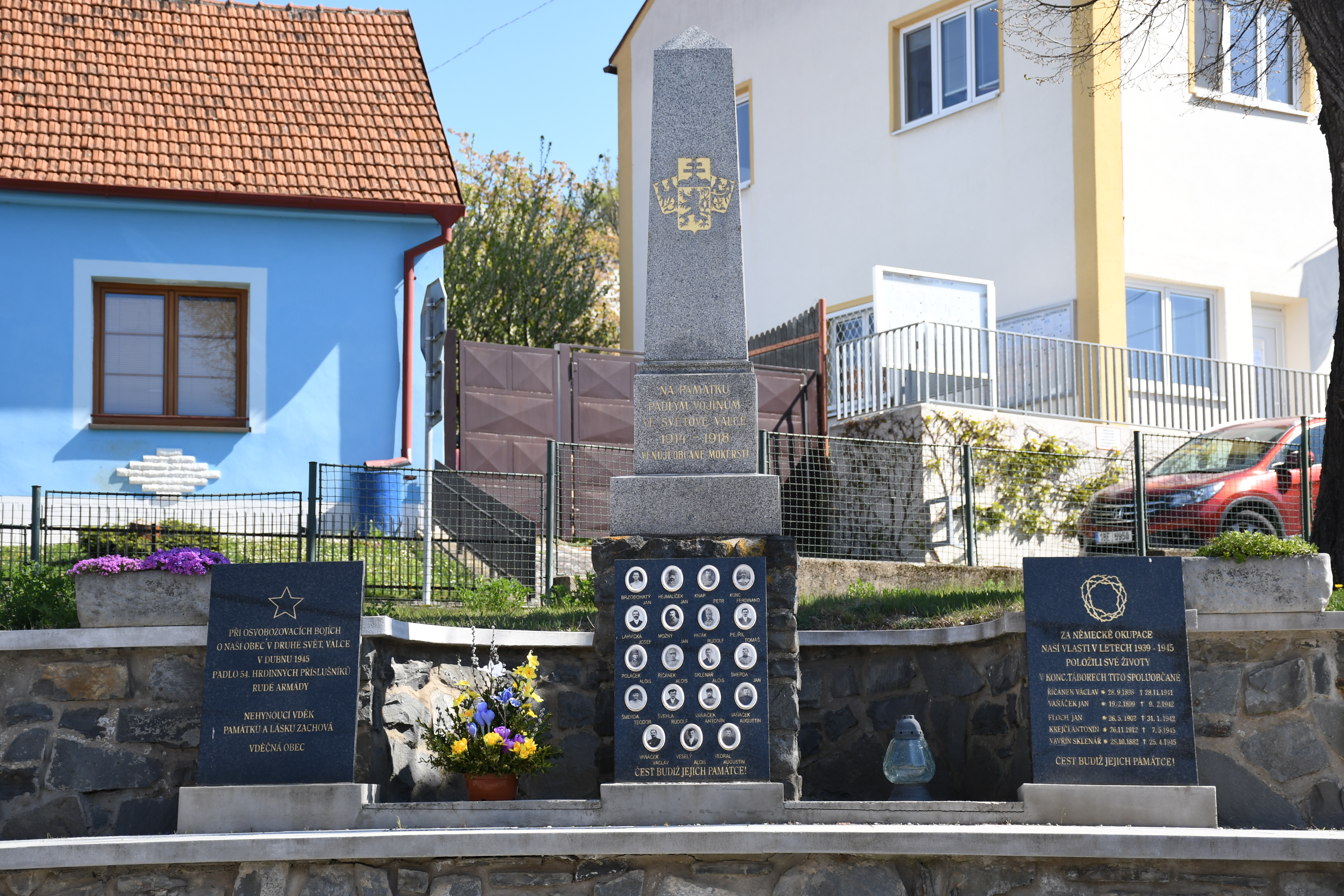
Pomník obětem dvou světových válek v obci Mokrá-Horákov

Až do posledních změn územního vymezení byla podoba okresu dána správní reformou z roku 1960. Před ní bylo jeho vymezení užší, existoval např. samostatný tišnovský okres. Byl navíc rozdíl mezi politickým okresem Brno-venkov a soudním okresem Brno-okolí, což se projevilo zejména po vytvoření Velkého Brna. Brno bylo samo o sobě politickým okresem, ovšem soudní okres Brno-město byl tvořen jen vnitřním městem, nově připojené části zůstaly ve venkovském soudním okresu, který obsahoval i obce v okolí Brna, jež zůstaly samostatné. Naproti tomu politický okres Brno-venkov zahrnoval pouze tyto okolní obce a navíc soudní okres Ivančice.

### Změny vymezení
Od 1. ledna 2005 je součástí okresu Brno-venkov 25 obcí, převedených sem z kraje Vysočina, konkrétně z okresů Žďár nad Sázavou a Třebíč. Od 1. ledna 2007 byly do území okresu sjednoceny hranice všech správních obvodů obcí s rozšířenou působností, které mají sídlo na jeho území, a zároveň byl připojen i správní obvod obce s rozšířenou působností Pohořelice, do té doby skoro celý součást okresů Břeclav a Znojmo. Tím došlo k připojení dalších 25 obcí. Tyto rozsáhlé změny vymezení území okresu se však nedotkly obvodu Okresního soudu Brno-venkov, jenž nadále má územní působnost jen vůči obcím, které do okresu Brno-venkov patřily do roku 2005, stejně jako obvodu Státního okresního archivu Brno-venkov se sídlem v Rajhradě, který má v předarchivní péči pouze 137 ze 187 obcí ze současného vymezení okresu Brno-venkov.

## Obecní samospráva
V okrese Brno-venkov se nachází 187 obcí (z toho 14 měst a 10 městysů) s 230 částmi.

### Města nad 4000 obyvatel
| Město      | ORP          | 1980  | 1991  | 2001  | 2011   | 2021   |
| ---------- | ------------ | ----- | ----- | ----- | ------ | ------ |
| Kuřim      | Kuřim        | 7 695 | 8 621 | 8 930 | 11 540 | 11 485 |
| Ivančice   | Ivančice     | 9 746 | 9 448 | 9 350 | 9 468  | 9 698  |
| Tišnov     | Tišnov       | 9 090 | 8 563 | 8 304 | 8 780  | 9 245  |
| Šlapanice  | Šlapanice    | 6 841 | 6 172 | 6 214 | 7 109  | 7 799  |
| Rosice     | Rosice       | 4 978 | 4 985 | 5 296 | 5 740  | 6 600  |
| Modřice    | Šlapanice    | 4 115 | 3 484 | 3 504 | 4 845  | 5 487  |
| Pohořelice | Pohořelice   | 4 554 | 4 378 | 4 362 | 4 667  | 5 261  |
| Oslavany   | Ivančice     | 4 893 | 4 445 | 4 544 | 4 619  | 4 679  |
| Rajhrad    | Židlochovice | 3 058 | 2 763 | 2 713 | 3 277  | 4 181  |

### Seznam obcí a jejich částí
Města jsou uvedena tučně, městyse kurzívou, části obcí malince.
Babice nad Svitavou •
Babice u Rosic •
Běleč (Křeptov) •
Bílovice nad Svitavou •
Biskoupky •
Blažovice •
Blučina •
Borač (Podolí) •
Borovník •
Braníškov •
Branišovice •
Bratčice •
Brumov •
Březina (dříve okres Blansko) •
Březina (dříve okres Tišnov) •
Bukovice •
Cvrčovice •
Čebín •
Černvír •
Česká •
Čučice •
Deblín •
Dolní Kounice •
Dolní Loučky (Střemchoví) •
Domašov •
Doubravník (Křížovice) •
Drahonín •
Drásov •
Hajany •
Heroltice •
Hlína •
Hluboké Dvory •
Holasice •
Horní Loučky •
Hostěnice (Lhotky) •
Hradčany •
Hrušovany u Brna •
Hvozdec •
Chudčice •
Ivaň •
Ivančice (Alexovice • Budkovice • Hrubšice • Letkovice • Němčice • Řeznovice) •
Javůrek •
Jinačovice •
Jiříkovice •
Kaly (Zahrada) •
Kanice •
Katov •
Ketkovice •
Kobylnice •
Kovalovice •
Kratochvilka •
Křižínkov •
Kupařovice •
Kuřim •
Kuřimská Nová Ves (Prosatín) •
Kuřimské Jestřabí (Blahoňov) •
Lažánky (Holasice) •
Ledce •
Lelekovice •
Lesní Hluboké •
Litostrov •
Loděnice •
Lomnice (Brusná • Řepka • Veselí)  •
Lomnička •
Lubné •
Lukovany •
Malešovice •
Malhostovice (Nuzířov) •
Maršov •
Medlov •
Mělčany •
Měnín •
Modřice •
Mokrá-Horákov (Horákov • Mokrá) •
Moravany •
Moravské Bránice •
Moravské Knínice •
Moutnice •
Nebovidy •
Nedvědice (Pernštejn) •
Nelepeč-Žernůvka (Nelepeč • Žernůvka) •
Němčičky •
Neslovice •
Nesvačilka •
Níhov •
Nosislav •
Nová Ves •
Nové Bránice •
Odrovice •
Ochoz u Brna •
Ochoz u Tišnova •
Olší (Klokočí • Litava • Rakové) •
Omice •
Opatovice •
Ořechov •
Osiky •
Oslavany (Padochov) •
Ostopovice •
Ostrovačice •
Otmarov •
Pasohlávky •
Pernštejnské Jestřabí (Husle • Jilmoví • Maňová) •
Podolí •
Pohořelice (Nová Ves • Smolín) •
Ponětovice •
Popovice •
Popůvky •
Pozořice •
Prace •
Pravlov •
Prštice •
Předklášteří (Závist) •
Přibice •
Příbram na Moravě •
Přibyslavice (Radoškov) •
Přísnotice •
Radostice •
Rajhrad •
Rajhradice •
Rašov •
Rebešovice •
Rohozec •
Rojetín •
Rosice •
Rozdrojovice •
Rudka •
Řícmanice •
Říčany •
Říčky •
Řikonín •
Senorady •
Sentice •
Silůvky •
Sivice •
Skalička •
Skryje (Boudy) •
Sobotovice •
Sokolnice •
Stanoviště •
Strhaře (Žleby) •
Střelice •
Svatoslav •
Synalov •
Syrovice •
Šerkovice •
Šlapanice (Bedřichovice) •
Štěpánovice •
Šumice •
Telnice •
Těšany •
Tetčice •
Tišnov (Hajánky • Hájek • Jamné • Pejškov) •
Tišnovská Nová Ves •
Trboušany •
Troskotovice •
Troubsko •
Tvarožná •
Újezd u Brna •
Újezd u Rosic •
Újezd u Tišnova •
Unín •
Unkovice •
Úsuší (Čížky) •
Velatice •
Veverská Bítýška •
Veverské Knínice •
Viničné Šumice •
Vlasatice •
Vohančice •
Vojkovice •
Vranov •
Vranovice •
Vratislávka •
Všechovice •
Vysoké Popovice •
Zakřany •
Zálesná Zhoř •
Zastávka •
Zbraslav •
Zbýšov •
Zhoř •
Žabčice •
Žatčany •
Žďárec (Ostrov • Víckov) •
Želešice •
Železné •
Židlochovice

## Přírodní poměry
V okrese Brno-venkov se nachází vinařské obce, které jsou součástí Velkopavlovické, Znojemské a Mikulovské vinařské podoblasti.
Územím okresu protékají řeky Jihlava, Litava, Oslava, Svitava, Svratka, Dyje a Rokytná.

## Silniční doprava
Okresem prochází dálnice D1, dálnice D2 a dálnice D52, dále silnice I. třídy číslo I/23, I/43 I/50, I/52 a I/53 a silnice II. třídy číslo II/152, II/373, II/377, II/379, II/380, II/381, II/383, II/385, II/386, II/387, II/389, II/390, II/391, II/393, II/394, II/395, II/396, II/415, II/416, II/417, II/418, II/425, II/430 a II/602.

## Železniční doprava
Okresem procházejí železniční tratě Břeclav–Brno, Brno – Česká Třebová (obě jsou součástí I. železničního koridoru), Brno – Havlíčkův Brod, Brno–Přerov, Brno – Veselí nad Moravou, Brno–Jihlava, Brno – Hrušovany nad Jevišovkou-Šanov, Moravské Bránice – Oslavany, Žďár nad Sázavou – Tišnov, Hrušovany u Brna – Židlochovice a Vranovice–Pohořelice.